# Manabu Minami
Manabu Minami (己浪 学 Minami Manabu?, nacido el 17 de febrero de 1988 en Nara) es un exfutbolista japonés. Jugaba de guardameta y su último club fue el ReinMeer Aomori de Japón.

## Trayectoria

### Clubes
| Club            | País  | Año         |
| --------------- | ----- | ----------- |
| Amitie SC       | Japón | 2010 - 2012 |
| YSCC Yokohama   | Japón | 2013 - 2015 |
| ReinMeer Aomori | Japón | 2016        |

## Estadística de carrera

### J. League
| Club          | Año   | J. League | J. League | Copa J. League | Copa J. League | Total | Total |
| Club          | Año   | Part.     | Goles     | Part.          | Goles          | Part. | Goles |
| ------------- | ----- | --------- | --------- | -------------- | -------------- | ----- | ----- |
| YSCC Yokohama | 2014  | 5         | 0         | -              | -              | 5     | 0     |
| YSCC Yokohama | 2015  | 0         | 0         | -              | -              | 0     | 0     |
| Total         | Total | 5         | 0         | 0              | 0              | 5     | 0     |